# Llengua hualapai
El hualapai o walapai (de xwal - 'pi' i ʔpay - poble), és una llengua yuma de la branca de les llengües yuma centrals parlada als Estats Units, al nord-oest d'Arizona, al llarg del riu Colorado.
La llengua encara és parlada per la majoria dels hualapais. Forma part de la branca pai de les llengües yuma juntament amb el yavapai i el paipai, que es parla al nord de la Baixa Califòrnia.
Està força relacionada amb el havasupai, de tal manera que sovint se les considera la mateixa llengua. Els dos grups tenen identitats sociopolítiques diferents, però hi ha consens entre els lingüistes que les diferències en l'expressió entre elles es troben només en el nivell de llenguatge, en lloc de constituir idiomes diferents (Campbell 1997:127; Goddard 1996:7; Kendall 1983:5-7; Mithun 1999:577-578). Els havasupais i hualapais informen que parlen el mateix idioma, i de fet les diferències entre els seus dialectes s'han registrat com a "insignificants" (Kozlowski 1976:140).
L'ambiciós procés de revitalització de l'idioma té com a punta de llança les escoles de la comunitat de Peach Springs (Arizona) on es concentra la major part dels hualapais. Al final de la dècada de 1980, el programa bilingüe/bicultural hualapai atenia a 160 alumnes, dels quals 90 eren indígenes i la resta eren fills del personal de l'escola o dels ramaders no indígenes de la regió. D'aquesta manera, el programa de rescat de la llengua hualapai intenta estendre l'ús de la llengua a la zona mitjançant el seu ensenyament obert a tota la població.